# Jidou El Moctar
Jidou El Moctar (Nouakchott, 8 luglio 1985) è un ex velocista mauritano, ha rappresentato la Mauritania ai Giochi olimpici di Londra 2012 e Rio de Janeiro 2016. In occasione della cerimonia d'apertura di entrambe le manifestazione è stato il portabandiera della delegazione nazionale.

## Palmarès
| Anno | Manifestazione     | Sede           | Evento      | Risultato   | Prestazione | Note                          |
| ---- | ------------------ | -------------- | ----------- | ----------- | ----------- | ----------------------------- |
| 2007 | Giochi panafricani | Algeri         | 400 m piani | Batteria    | 51"28       |                               |
| 2011 | Giochi panarabi    | Doha           | 200 m piani | Batteria    | 23"16       |                               |
| 2012 | Giochi olimpici    | Londra         | 200 m piani | Batteria    | 22"94       | Miglior prestazione personale |
| 2014 | Africani           | Marrakech      | 100 m piani | Batteria    | 11"58       |                               |
| 2015 | Mondiali           | Pechino        | 100 m piani | Preliminare | 11"30       | Miglior prestazione personale |
| 2015 | Giochi panafricani | Brazzaville    | 100 m piani | Batteria    | 11"23       |                               |
| 2016 | Giochi olimpici    | Rio de Janeiro | 100 m piani | Preliminare | 11"44       |                               |